# 高護
高 護（こう まもる、1954年11月2日 - ）は、日本の雑誌編集者、音楽評論家、音楽プロデューサー、実業家である。株式会社ウルトラ・ヴァイヴ（旧商号SFC音楽出版株式会社）代表取締役である。

## 人物・来歴
1954年（昭和29年）、東京都に生まれる。
1982年（昭和57年）、邦楽系廃盤レコードをめぐる雑誌『季刊リメンバー』を創刊する。「GS研究家」黒沢進は同い年で、同誌当時からの盟友であった。
1986年（昭和61年）2月3日、SFC音楽出版株式会社を設立、同日、黒沢進と共著『定本ジャックス』を同社から出版、さらに同日、同社にレコードレーベル「ソリッドレコード」を設立、ジャックスのアルバム『リアリゼイション』をリリースした。この日を皮切りに、はっぴいえんど、はちみつぱい、頭脳警察、スリーファンキーズ、弘田三枝子、休みの国、ザ・フォーク・クルセダーズ等の廃盤や未発表音源の発掘とリリースを開始した。
1988年（昭和63年）には、オリジナルアルバム『ソリッドレコード夢のアルバム』、1989年（平成元年）には、近田春夫の率いる近田春夫&ビブラストーン（のちのビブラストーン）のデビューアルバム『Vibra is Back』、1991年（平成3年）には、MEN'S 5のデビューアルバム『裏メンズ5』をいずれもプロデュース、「ソリッドレコード」レーベルからリリースした。またサエキけんぞう、パール兄弟、ザ・ファントムギフト、近田春夫、スケボーキング(SBK)、伊集院幸希といったアーティストのマネージメントを手がけている。
1988年（昭和63年）にはURCレコードの全カタログの権利を取得(後に手放す)。はっぴいえんど、はちみつぱいといった同レーベルのCD復刻を数多く発表した。他に過去音源のCD復刻を手がけたレーベルはベルウッド、ニューモーニング、プロペラ、キャプテンと多岐に渡る。
1997年（平成9年）には、筒美京平のCD8枚組の作品集『筒美京平HITSTORY』、1998年（平成10年）には、漣健児の60曲入りの作品集『漣健児60年代の60曲』の監修をてがける。同時に書籍『筒美京平HITSTORY』、『漣健児と60年代ポップス』を発表した。
2000年（平成12年）1月1日、SFC音楽出版株式会社の商号を「株式会社ウルトラ・ヴァイヴ」に改称した。2005年（平成17年）2月1日、「日本の映画とロックと歌謡曲」をテーマとした、自らが編集する新雑誌『HOTWAX』を創刊した。同誌の企画した書籍として『歌謡曲名曲名盤ガイド』シリーズ、『歌謡曲番外地』シリーズ、『日本映画名作名画ガイド～昭和のアウトロー編』、『映画監督　舛田利雄』、『映画監督　田中登の世界』がある。
音楽プロデューサーとして本田隆一監督『GSワンダーランド』（2008年）、若松孝二監督『キャタピラー』（2010年）、『11・25自決の日 三島由紀夫と若者たち』（2012年）を手がけた。

## おもなビブリオグラフィ

### 単著
- 『歌謡曲 時代を彩った歌たち』（岩波新書、2011年）ISBN 978-4004312956

### 共編著
- 『定本ジャックス』（黒沢進と共著、SFC音楽出版、1986年）ISBN 4938256088
- 『定本はっぴいえんど』（大川俊昭と共著、SFC音楽出版、1986年）ISBN 4893670247
- 『漣健児と60年代ポップス』（監修、シンコーミュージック、1998年）ISBN 4401621859
- 『新しい音楽 漣健児とカヴァー・ポップス』（寄稿、シンコーミュージック、2022年）ISBN 978-4401652204

## 関連事項
- ウルトラ・ヴァイヴ
- グループ・サウンズ
- 近田春夫
- 黒澤進
- ジャックス (バンド)
- フィンガー5コンプリートCDBOX
- 筒美京平
- 漣健児
- 舛田利雄

## 註
1. 1 2  #外部リンク内のウルトラ・ヴァイヴ公式サイト「ULTRA-VYBE」リンク先の記述を参照。
2. 1 2  「ソリッド・レコード活動休止時の広告」（1992年3月25日）の記述を参照。黒沢進による同レーベルの総括が記載されている。ウェブ上では、#外部リンク内の「ソリッドレコード」リンク先で同記述が読める。